# 马苏德·法赫利
马苏德·法赫利（Masood Fakhri，1932年—2016年9月6日）是巴基斯坦的足球前锋。他是第一个在亚洲运动会上上演帽子戏法的巴基斯坦球员。

## 足坛生涯

### 俱乐部生涯
1952年，马苏德·法赫利来到印度，与加尔各答足球联赛的东孟加拉俱乐部签约。他在东孟加拉俱乐部的第一年就带领球队赢得了联赛的胜利，并获得了杜兰特杯。由于在初次对战东孟加拉的宿敌莫亨巴根俱乐部时表现优异，他获得了东孟加拉球迷的大量支持。1953年，他随队赴布加勒斯特与罗马尼亚国家队打友谊赛，还远赴苏联打热身赛。
1955年，法赫利告别东孟加拉俱乐部，转会到伊斯兰教徒俱乐部，并在那里夺得流浪者杯。次年他前往英国为布拉德福德俱乐部效力，只打了一个赛季就因个人原因而退役。之后，他没有回到祖国，而是继续在威尔士生活直到去世。

### 国家队生涯
马苏德·法赫利曾代表巴基斯坦国家足球队参与国际赛事，他曾在1954年亚洲运动会上对新加坡的小组赛中上演帽子戏法，帮助巴基斯坦队以6－2战胜后者。